# Hotel 13
Hotel 13 è una soap opera tedesco-belga per ragazzi, ideata da Gert Verhulst e prodotta dal 2012 al 2014 da Studio 100. Protagonisti della fiction sono Patrick Baehr, Carola Schnell, Gerrit Klein, Lion Wasczyk, Julia Schäfle e Sarah Thonig; altri interpreti principali sono Jörg Moukaddam, Ilka Teichmüller, Peter Nottmeier, Marcel Glauche, Hanna Scholz, Jan-Hendrik Kiefer e Jamie Watson.
La fiction consta di 2 stagioni, per un totale di 176 episodi (120 per la prima stagione e 56 per la seconda), della durata di 12 minuti ciascuno. In Germania, la soap opera è stata trasmessa in prima visione dall'emittente televisiva Nickelodeon: il primo episodio, intitolato in lingua originale Willkommen im Hotel 13, fu trasmesso in prima visione il 3 settembre 2012.; l'ultimo è stato trasmesso in prima visione il 28 marzo 2014..
In Italia, la fiction viene trasmessa da Rai Gulp a partire dal 12 febbraio 2016.Ma soltanto la prima stagione per un totale di 120 puntate. 
La seconda stagione a distanza di anni non fu mai trasmessa in Italia, così come il film televisivo. 

## Trama

### Prima stagione
In un lussuoso hotel in stile Jugendstil in riva al mare si intrecciano le vicende di alcuni adolescenti: Tom Kepler e Anna Jung, due amici che decidono di lavorare durante le vacanze nell'albergo, Flo, che lavora in cucina come aiuto cuoco, Victoria, un'ospite viziata e Jack Leopold, il figlio del proprietario dell'hotel. A questi si aggiunge la migliore amica di Anna, Liv. Tom si prefigge di cercare una stanza misteriosa all'interno dell'hotel, la nr. 13 (che - almeno apparentemente - sembra non esistere), a causa di una cartolina d'aiuto scritta da un certo M. e ritrovata dal ragazzo all'età di 7 anni, e coinvolge nella ricerca della camera le due ragazze, Anna e Liv. Una volta trovata la camera, che si rivela essere un ascensore, al suo interno il trio scopre una macchina del tempo (costruita da Magelaan, ovvero il Tom del futuro rimasto bloccato nel passato a causa di circostanze ignote e che chiede aiuto) e i ragazzi si imbattono in una serie di eventi nel 1927. Improvvisamente però, Anna, a causa di un incidente, perde la memoria e viene catturata da Paul Leopold, neo proprietario dell'hotel, che vuole scoprire di più sulla morte del padre, coinvolto anche lui nell'incidente, e Liv e Tom, con l'aiuto di Diederich von Burghart, un ragazzo del 1927 di cui Liv si innamora pazzamente, faranno di tutto per far riaffiorare i ricordi alla ragazza e riportarla nel presente.

### Seconda stagione
La macchina del tempo è scomparsa dalla camera 13. Improvvisamente, un pirata e un uomo di Neanderthal compaiono nell‘Hotel. Tom, Anna e Liv devono quindi scoprire da dove provengono e dove è finita la macchina del tempo. Dal momento che Richard Leopold è scomparso, Ruth conduce l'hotel. Flo è un mago in un tour mondiale e Victoria (Hanna Scholz) lo assiste. Al personale si uniscono Noah (Jan-Hendrik Kiefer) e Zoe (Jamie Watson).

## Personaggi

### Personaggi principali

#### Tom Kepler
Tom Kepler è un timido quindicenne appassionato di fisica e tecnologia che all'età di 7 anni trova una cartolina d'aiuto dove gli viene chiesto di andare a lavorare all'Hotel 13 per cercare la camera 13, la quale apparentemente sembra non esistere. Una volta entrato a far parte dello staff, fa subito amicizia con tutti e si innamora di Anna Jung, con cui forma poi una coppia a partire dall'episodio 65. Il ragazzo, insieme ad Anna e Liv, scopre la camera 13 e una macchina del tempo che li porta nel 1927 dove rischia di perdere la sua ragazza e anche di imbattersi in una serie di sventure. Alla fine riesce a sistemare tutto e riporta Anna nel presente. Nella seconda stagione scopre che la macchina del tempo è scomparsa e, per questo motivo, inizia una ricerca per recuperarla.

#### Anna Jung
Anna Jung ha 15 anni ed è un'appassionata della fotografia. Quando era piccola andava spesso con i suoi nonni nell'Hotel 13 e per questa ragione ha deciso di andare a lavorare proprio lì. Qui incontra Tom Kepler e tra i due scatta la scintilla. Aiuta Tom a trovare la camera 13, e insieme a Liv, viaggia nel passato. Dopo il suo incidente nel passato, Paul Leopold la tiene prigioniera fino a quando Tom riesce a portarla nel suo presente. Paul e Mr. X la chiamano Amalia Hennings, e solo dopo si viene a scoprire che la Signora Hennings del presente e Anna sono la stessa persona. Nella seconda stagione va alla ricerca della macchina perduta con Tom e al contempo incontra un ragazzo Noah, che si innamora di lei, e non sa se portare avanti la sua relazione con Tom o iniziarne una con il nuovo arrivato, ma sicuramente starà con il suo amore Tom per sempre.

#### Liv Sonntag
Liv Sonntag ha 15 anni ed è una ragazza vivace ed esuberante. È la migliore amica di Anna ed è proprio per lei che va a lavorare come dipendente all'hotel. Aiuta Tom e Anna nella ricerca della camera 13 e insieme a loro viaggia nel 1927 dove incontra Diederich von Burghart, di cui si innamora follemente. Il loro amore però è impossibile dato che hanno 85 anni di differenza ed è per questa causa che Liv soffre molto. Liv nella seconda stagione trova un pirata nella nuova area piscina e completa il trio con Tom e Anna che è alla ricerca della macchina.

#### Flo Tuba
Flo è un timido ragazzo di 16 anni e lavora come aiuto cuoco nell'Hotel 13 dove affianca il suo migliore amico Lenny. Il suo più grande hobby è la magia e il suo più grande sogno è essere come Vincent Evermoore. La sua migliore amica è Victoria e ha una tartaruga che si chiama "Speedy". Dalla signora Foster e Jack viene chiamato "Flop" e dai suoi amici viene chiamato "Il fantastico Flo". Nella seconda stagione diventa un grande mago e parte per un tour internazionale accompagnato da Victoria.

#### Victoria Von Lippstein
Victoria ha 15 anni ed è figlia di una critica di alberghi. Per via del suo comportamento immaturo e superficiale, viene costretta dalla madre a lavorare nell'hotel fino al termine dell'estate. Nel corso del tempo cambia e trova nell'Hotel degli amici come Flo, Tom, Anna e Liv. Spesso litiga con Jack Leopold e come presenza modificata è stata la fidanzata di Tom. Dalla seconda stagione è la manager e l'assistente di Flo nel suo tour mondiale, oltre ad essere la sua fidanzata.

#### Diederich Von Burghart
Diederich Von Burghart (italianizzato in De Burghart) è un ragazzo del 1927 appassionato di surf. Si innamora di Liv ed è grazie a lei che viene a conoscenza delle mille innovazioni del futuro e viaggia fino al 2013 per coprire l'assenza di Anna. È figlio di un noto imprenditore di nome Winston Von Burghart, il quale vuole acquistare la macchina del tempo. È per questo motivo che Diederich, capendo che suo padre è coinvolto nella situazione, si stacca da lui. Alla fine, ritorna nel 1927 con un paio di occhiali anni sessanta ricevuti in dono da Liv e suo padre li brevetta, per poi trasferirsi con lui in America.

#### Jack Leopold
Jack ha 17 anni ed è il figlio del proprietario dell'hotel, Richard Leopold. Ha un carattere freddo e crudele, soprattutto nei confronti di Tom e Flo, che chiama "Flop". Fa di tutto per conquistare Victoria, ma finisce spesso col litigare con lei. Mentre lui è fiducioso nel presente e sa come agire, è piuttosto timido nella realtà modificata. Nella seconda stagione Jack è triste per la scomparsa del padre ma torna allegro grazie all'amicizia che nasce tra lui e Zoe.

#### Richard Leopold
Richard Leopold è il padre di Jack e il proprietario dell'Hotel 13. È alla ricerca della camera 13. Il nonno Robert Leopold è stato l'ultimo a sapere del segreto della camera 13 e suo padre Paul Leopold è diventato pazzo tentando di cercarla e, infine, è morto in un manicomio. Richard è molto severo. Se lo staff commette degli errori sul lavoro, gli consegna o un cartellino giallo (punizione) oppure uno rosso (espulsione). Ogni mattina alle 8:12 esattamente egli dà le direttive mattutine al personale. Al termine della prima stagione, scompare con la macchina del tempo senza lasciare tracce dopo l'estate. Nella seconda stagione non si hanno notizie di lui fino alla fine, quando rivela la sua identità e perde la macchina che conserva da tempo.

#### Lenny Bode
Lenny è lo chef dell'hotel e il migliore amico di Flo. Le sue palle di cannone gli hanno valso la sua prima stella mozzarella, consegnatagli da un importante critico culinario. Sua nonna è Lilly Bode e lavorava nell'Hotel 13 come cuoca nel 1927 ed è stata lei a tramandargli la passione per la cucina. Altri suoi hobby, oltre la cucina, sono la pesca e la danza.

#### Ruth Melle
Ruth lavora alla reception ed è responsabile del servizio in camera. Nella realtà modificata lei è la direttrice del personale. È una donna molto gentile, ma può essere anche molto crudele. È anche molto superstiziosa. Ruth fa il possibile per aiutare le persone che sono in difficoltà come Jack, Tom o Victoria. È appassionata di danza e il suo partner è Lenny. Nella seconda stagione, prende il comando dell'hotel (dato che Richard è scomparso) e si innamora del dott. Rasmussen, un uomo a cui è stato incaricato la sorveglianza dello staff e della sua efficienza.

#### Noah
Noah arriva come nuovo impiegato nella seconda stagione e successivamente gli viene affidata l'animazione dell'hotel. Si innamora di Anna, a cui da consigli per quanto riguarda la fotografia, ovvero la sua passione. Pratica Yoga e in un episodio dà lezioni ad Anna, Tom e Liv. Ha delle rivalità con Tom, dato che è innamorato della sua ragazza, ma alla fine diventano buoni amici.

## Puntate
| Stagione         | Puntate | Prima TV originale | Prima TV in italiano | Distribuzione Originale | Distribuzione Italia |
| ---------------- | ------- | ------------------ | -------------------- | ----------------------- | -------------------- |
| Prima stagione   | 120     | 2012-2013          | 2016                 | Nickelodeon             | Rai Gulp             |
| Seconda stagione | 56      | 2014               | Inedita              | Nickelodeon             | Inedita              |

## Produzione
Nel maggio 2012 Nickelodeon ha confermato la produzione di una nuova serie, Hotel 13. Le riprese della prima stagione sono iniziate il 2 aprile 2012 presso la regione belga di Anversa e si sono concluse nel dicembre 2012.
Nickelodeon ha annunciato la produzione di una seconda stagione di 56 episodi verso fine maggio 2013. Le riprese sono iniziate nel mese di agosto del 2013. Un film per la televisione sulla serie, intitolato Hotel 13: Rock 'n' Roll high School, è stato trasmesso il 9 novembre 2013 in Germania. La produzione della serie si è conclusa dopo due stagioni.